# Naprzód Jędrzejów
Klub Sportowy Naprzód Jędrzejów – polski klub sportowy założony w 1928 roku w Jędrzejowie. Drużyna piłkarska występuje w sezonie 2025/2026 w III lidze, gr. IV.

## Sekcja piłki nożnej

### Historia
Klub powstał w 1928 roku. Trzy lata później Jędrzejów został objęty przez podokręg kielecki. W pierwszym powojennym sezonie, tj. 1945, jędrzejowianie występowali w klasie B – zajęli w niej trzecie miejsce. W roku następnym wywalczyli awans do klasy A. W latach 50. XX wieku rywalizowali naprzemiennie w tych ligach, a nazwa drużyny ulegała zmianom. Do szyldu Naprzód powrócono w 1957 roku, kiedy prezesem był Edward Lipowski, a wiceprezesem Ryszard Osiński. W 1958 zespół uzyskał promocję do klasy okręgowej, zaś po spadku do klasy A występował w niej do 1967 roku. W tym okresie wybudowano nowy stadion.
Od 1967 roku Naprzód ponownie rywalizował w lidze okręgowej. Po dwóch udanych sezonach, które piłkarze z Jędrzejowa kończyli na podium, nastąpił kryzys i drużyna spadła do klasy A. W latach 70. XX wieku uczestniczyła w rozgrywkach klasy wojewódzkiej – m.in. w sezonie 1974/1975 zajęła w nich piątą pozycję z dorobkiem 32 punktów (13 zwycięstw i sześć remisów). W 1978 roku zespół wywalczył awans do III ligi. Duży udział w sukcesie mieli Zygmunt Kowalczyk i Stanisław Magiera, którzy strzelili 35 goli. W debiucie w III lidze jędrzejowscy piłkarze nie wytrzymali jednak tempa rywalizacji. Wygrali sześć meczów, pięć zremisowali, a 17 przegrali. Z dorobkiem 17 punktów uplasowali się na spadkowym, 13 miejscu w tabeli. 
W latach 80. i 90. XX wieku klub uczestniczył w rozgrywkach IV ligi międzyokręgowej, ligi okręgowej i klasy A. 24 listopada 1998 roku został odznaczony przez Polski Związek Piłki Nożnej „Złotą Odznaką Honorową PZPN”. W powstałej w 2000 roku IV lidze świętokrzyskiej zespół z Jędrzejowa radził sobie różnie. W sezonie 2006/2007 dominował w rozgrywkach, wygrywając większość meczów (najbardziej okazałe zwycięstwo – 7:0 – odniósł w spotkaniu z GKS Rudki). Zajmując pierwsze miejsce wywalczył awans do III ligi. W sezonie 2007/2008 odniósł w niej dziewięć zwycięstw (najbardziej okazałe – 4:1 – z KSZO Ostrowiec Św. i Avią Świdnik), osiem pojedynków zremisował, a 15 przegrał (m.in. 0:5 z Górnikiem Wieliczka). W tabeli zajął 13 pozycję, a w wyniku reformy rozgrywek, w sezonie 2008/2009 znalazł się w III lidze, stanowiącej czwarty poziom ligowy. Ponadto w 2008 roku Naprzód wywalczył Puchar Polski na szczeblu okręgu – w dwumeczu finałowym okazał się lepszy od KSZO Ostrowiec Świętokrzyski (4:0, 1:4).
W sezonie 2009/2010 klub uplasował się na jednym z sześciu miejsc spadkowych, jednak Komisja do Spraw Nagłych Polskiego Związku Piłki Nożnej przyjęła wniosek Świętokrzyskiego i Małopolskiego Związku Piłki Nożnej o pozostawienie w sezonie 2010/2011 osiemnastu zespołów, co spowodowało, że degradacji uniknęły Naprzód i Górnik Wieliczka. W sezonie 2011/2012 jędrzejowska drużyna przegrała 21 z 30 meczów i zajmując ostatnie miejsce w tabeli spadła do IV ligi świętokrzyskiej.

### Osiągnięcia
- III liga (ob. II liga):
  - 13. miejsce: 1978/1979, 2007/2008

- Puchar Polski, grupa: Świętokrzyski ZPN:
  - Zwycięstwo: 2007/2008

## Pozostałe sekcje
W klubie z Jędrzejowa istniała także drużyna piłki ręcznej kobiet, która w latach 70. XX wieku występowała w II lidze. Działał również zespół mężczyzn, który rywalizował w III lidze. Ponadto do czołowych zawodników województwa kieleckiego należeli tenisiści stołowi oraz szachiści Naprzodu.